# Salle du Pierrier
Il Salle du Pierrier è un palazzetto dello sport della città di Montreux in Svizzera. Ha una capienza di 1.986 posti.